# 산청 FC
경남산청축구스포츠클럽U15는 경상남도 산청군에 위치한 under-15팀 유형의 축구단이다. 현재 산청중학교와의 연계를 통해서 팀을 운영중이다.

## 소개

#### 창단이념
공부하는 축구선수! 인성이 바른 학생! 창의적인 축구선수 육성! 
풍부한 축구관련시설 및 인적자원을 활용하여 축구에 재능 있는 선수의 육성 

#### 연혁
2009. 경남FC U-15 창단(경남FC 지원)
2012. 3월 경남산청FC U-15 늘비물고기마을 합숙, 산청군 생초중학교와 연계 훈련
2014. 3월 경남산청FC U-15 생초복지회관으로 숙소 이전, 신설 산청중학교와 연계
2022. 1월 사)산청축구스포츠클럽으로 팀명 변경
2025 감독 변경
졸업생 진학현황
제1기 : 진주고3, 현대고1, 학성고1, 남해해성고2,
제2기 : 학성고3, 통영고3, 진주상고(현 경남정보고)1
제3기 : 진주고1,현풍고1,용운고1,경희고1창원기공1,남강고1,통영고2
제4기 : 진주고2, 경희고1, 창원기공1, 거제고2, 동북고1, 청구고1 
제5기 : 진주고3,창원기공1,창녕고1,청구고2,범어고1,능곡고1,일반고1
제6기 : 진주고1, 부경고1, 범어고1, 철성고1, 일반고2
제7기 : 진주고3, 범어고2, 창원기공2, 청구고1, 영문고2, 스페인1
제8기 : 광양제철1, 범어고1, 거제고2, 창원기공3, 창녕고2, 신라고1
제9기 : 산청고1, 창녕고2, 창원기공1, 광양제철고1, 하태호FC1, 오산고1
제10기 : 진주고2, 김천상무1, 홍천FC(현 함양FC)2, 충주상고1, 자연과학고1, 거제고1 
제11기 : 진주고1, 광주금호고1, 서울중동고1, 경기광문고1, 용인태성1, 거제고1, 마산공고1, 홍천FC(현 함양FC)1, 김해FC1, 경북오상고1, 거창FC2
제12기 : 산청고1, 거창FC2, 합천FC2, 대구공고1, 경남공고1, 동래고2, 동명FC2, 부산정보고1
제13기 : 진주고1,. 동래고1, 충주상고1, 예일메디택고1, 안산FC1, 거창FC3, 양산범어고1
제14기 : 진주고1

주요성과
대한민국클럽대제전 중등부 우승 : 2009~2011 
2012 춘계중등축구연맹회장배 3위,추계페스티벌3위
2013 우수중학교 초청 동계스토브리그 3위,무학기전국대회8강 
2016 MBC꿈나무 윈터리그 중등부 우승  
2017 2018년 경상남도 초·중학생 종합체육대회 우승
           제22회 무학기 중학교 축구대회(창녕군) 저학년부3위
2018 경남 주말리그 5위 (15팀 참가)
           금석배 저학년 대회 8강/대구 시장기 고학년 8강, 저학년 8강
           제54회 추계한국중등연맹전 저학년 8강
2019 경남 주말리그 B조 3위 (6라운드 4승1무1패)
2020 경남 주말리그 A조 3위 (6라운드 5승1패)
2021 경남 주말리그 3위 (15라운드 11승2무2패)
경남학생종합체육대회 우승
            KFA꿈자랑페스티벌(왕중왕전겸 소년체전) 16강진출
2022 춘계 전국 중등 축구대회 3위
           추계 오룡기 전국 중등 축구대회 고학년 8강, 저학년 12강
2023 경남 중등리그 3위, 왕중왕전 진출, 경남학생종합체육대회 2위
2025 제 24회 대한축구협회장배 8강
2025 청룡기축구대회 2패1무

## 참고 문헌
- “KFA 통합경기정보 시스템”. 대한축구협회.

## 같이 보기
- 산청중학교